# 30 november
30 november är den 334:e dagen på året i den gregorianska kalendern (335:e under skottår). Det återstår 31 dagar av året. Ett gammalt talesätt säger om dagen, att om Anders (som har namnsdag) braskar (att det är mycket kallt) ska Thomas (dvs julen) slaska och tvärtom.

## Återkommande bemärkelsedagar

### Helgondagar
- Aposteln Andreas helgondag, se Andersmässa

### Nationaldagar
- Barbados nationaldag
- Skottlands nationaldag

### Minnesdagar
- Karl XII:s minnesdag, till minne av kungens död 1718

## Namnsdagar

### I den svenska almanackan
- Nuvarande – Andreas och Anders
- Föregående i bokstavsordning
  - Anders – Namnet förekom tidvis på dagens datum redan före 1901. Detta år infördes det där definitivt och har funnits där sedan dess.
  - Andrea – Namnet infördes på dagens datum 1986, men flyttades 1993 till 1 november och 2001 till 10 juli.
  - Andreas – Namnet fanns, till minne av Jesu lärjunge med detta namn, på dagens datum före 1901, då det utgick. 1986 återinfördes det på dagens datum och har funnits där sedan dess.
- Föregående i kronologisk ordning
  - Före 1901 – Andreas och Anders
  - 1901–1985 – Anders
  - 1986–1992 – Anders, Andrea och Andreas
  - 1993–2000 – Anders och Andreas
  - Från 2001 – Andreas och Anders
- Källor
  - Brylla, Eva (red.). Namnlängdsboken. Gjøvik: Norstedts ordbok, 2000 ISBN 91-7227-204-X
  - af Klintberg, Bengt. Namnen i almanackan. Gjøvik: Norstedts ordbok, 2001 ISBN 91-7227-292-9

### Finlandssvenska almanackan
- Nuvarande från 2000[1] – Anders, Andreas, André, Andrea
- I föregående revideringar[a][2]
  - 1929–1994 – Anders
  - 1995–1999 – Anders, Andreas, Andrea

## Händelser
- 1016 – Vid Edmund Järnsidas död efterträds han som kung av England av den danske kungen Knut den store.
- 1406 – Sedan Innocentius VII har avlidit den 6 november väljs Angelo Coraria till påve och tar namnet Gregorius XII.[3]
- 1495 – Viborgska smällen inträffar.
- 1718 – Karl XII blir skjuten vid Fredrikstens fästning i norska Halden, vilket gör slut på den svenska stormaktstiden.
- 1782 – Storbritannien och USA undertecknar ett fredsavtal som avslutar amerikanska revolutionen.
- 1891 – Den sista föreställningen i det gustavianska operahuset ges innan det rivs.
- 1939 – Vinterkriget mellan Finland och Sovjetunionen utbryter.
- 1956 – Floyd Patterson blir världens dittills yngste världsmästare i boxning (tungvikt).
- 1960 – Tillverkningen av bilmärket Desoto upphör.
- 1962 – U Thant från Burma utses till Förenta nationernas generalsekreterare.
- 1966 – Barbados blir självständigt från Storbritannien.
- 1967 – Sydjemen blir självständigt från Storbritannien.
- 1977 – Nio personer omkommer, 62 skadas, 436 blir hemlösa och 67 hus rasar när ett ras inträffar i Tuve utanför Göteborg.
- 1979
  - Berwaldhallen i Stockholm invigs.
  - Pink Floyd ger ut albumet The Wall.
- 1982 – Michael Jackson ger ut albumet Thriller.
- 1991 – Det högernationalistiska fackeltåget i Lund på Karl XII:s dödsdag stoppas av en antirasistisk blockad.
- 1996 – Reaktor 1 i Tjernobyl stängs för gott.
- 1998 – Sista numret av tidningen Örebro-Kuriren utkommer.
- 1999 – Första stora protesten mot globaliseringen hålls i Seattle.
- 2015 – Förenta nationernas klimatkonferens 2015 (COP21) äger rum.
- 2021 – Magdalena Andersson blir Sveriges första kvinnliga statsminister.

## Födda
- 539 – Gregorius av Tours, biskop, historiker
- 1485 – Veronica Gambara, italiensk poet
- 1508 – Andrea Palladio, byggmästare.
- 1602 – Otto von Guericke, tysk politiker och uppfinnare
- 1628 – John Bunyan, brittisk författare (Kristens resa).
- 1642 – Andrea Pozzo, italiensk målare och arkitekt
- 1667 – Jonathan Swift, irländsk kyrkoman, författare och satiriker
- 1670 – John Toland, irländsk filosof
- 1699 – Kristian VI, kung av Danmark och Norge
- 1721 – Anders Carl Rutström, svensk präst och skolrektor
- 1796 – Carl Loewe, tonsättare
- 1802 – Friedrich Adolf Trendelenburg, tysk filosof och filolog
- 1810 – Henry B. Payne, amerikansk demokratisk politiker, senator (Ohio)
- 1817 – Theodor Mommsen, tysk historiker och mottagare av Nobelpriset i litteratur 1902
- 1825 – William Bouguereau, fransk målare
- 1831 – Phineas Hitchcock, amerikansk republikansk politiker, senator (Nebraska)
- 1833 – Artur Hazelius, svensk filolog och folklivsforskare, grundare av Nordiska museet och friluftsmuseet Skansen
- 1835 – Mark Twain, amerikansk författare
- 1858 – Jagadish Chandra Bose, indisk läkare och forskare på mikrovågsområdet
- 1869 – Gustaf Dalén, svensk ingenjör och fysiker, mottagare av Nobelpriset i fysik 1912
- 1874
  - Winston Churchill, brittisk politisk ledare, författare, mottagare av Nobelpriset i litteratur 1953
  - Lucy Maud Montgomery, kanadensisk författare
- 1879 – Henry Horner, amerikansk demokratisk politiker, guvernör i Illinois
- 1880 – R.H. Tawney, brittisk historiker
- 1881 – Edvard Gylling, finlandssvensk kommunist
- 1884 – Ture Rangström, svensk tonsättare
- 1885 – Albert Kesselring, tysk generalfältmarskalk främst inom Tysklands flygvapen
- 1900 – Geoffrey Household, brittisk författare
- 1904 – Clyfford Still, amerikansk konstnär
- 1905 – John Dickson Carr, brittisk deckarförfattare
- 1910 – Gunnar Löfgren, svensk fotbollsspelare (centerhalv)
- 1913 – Kalle Schröder, svensk tennisspelare
- 1915 – Henry Taube, kanadensisk-amerikansk kemist, mottagare av Nobelpriset i kemi 1983
- 1917 – Marianne Nielsen, svensk skådespelare
- 1920 – Virginia Mayo, amerikansk skådespelare
- 1921 – Wille Toors, känd dalaspeleman
- 1924 – Shirley Chisholm, amerikansk politiker
- 1925 – Maryon Pittman Allen, amerikansk journalist och politiker, senator (Alabama)
- 1926
  - Richard Crenna, amerikansk skådespelare.
  - Andrew V. Schally, polsk-amerikansk endokrinolog, mottagare av Nobelpriset i fysiologi eller medicin 1977
- 1928 – Karin Söder, svensk politiker (centerpartist), bland annat utrikesminister och partiledare
- 1929 – Dick Clark, amerikansk programledare
- 1934 – Björn Gustafson, svensk skådespelare
- 1937 – Monica Nielsen, svensk skådespelare och sångare
- 1939 – Șerban Ciochină, rumänsk friidrottare
- 1940 – Pauli Nevala, finländsk friidrottare
- 1941 – Phil Willis, brittisk parlamentsledamot för Liberal Democrats
- 1943 – Rolf Edling, fäktare, mottagare av Svenska Dagbladets guldmedalj 1973
- 1944 – Lars Green, svensk skådespelare
- 1945
  - Hilary Armstrong, brittisk parlamentsledamot för Labour
  - Roger Glover, brittisk musiker, basist i Deep Purple
- 1946 – Barbara Cubin, amerikansk republikansk politiker, kongressledamot
- 1952 – Mandy Patinkin, amerikansk skådespelare och sångare
- 1954 – Suzanne Ernrup, svensk skådespelare
- 1955 – Billy Idol, musiker
- 1961 – Ingrid Carlberg, författare och journalist, ledamot av Svenska Akademien
- 1963 – Charlotta Huldt-Ramberg, svensk sångare, skådespelare och dansare
- 1965 – Ben Stiller, amerikansk skådespelare
- 1966 – Mika Salo, finländsk racerförare
- 1967 – Åsa Forsblad, svensk skådespelare
- 1975
  - Waneek Horn-Miller, kanadensisk vattenpolospelare
  - Mehrdad Minavand, iransk fotbollsspelare
- 1976 – Gail Miller, australisk vattenpolospelare
- 1977 – Steve Aoki, amerikansk DJ
- 1982
  - Elisha Cuthbert, kanadensisk skådespelare
  - Jason Pominville, amerikansk hockeyspelare
- 1984 – Nigel de Jong, holländsk fotbollsspelare
- 1985
  - Kaley Cuoco, amerikansk skådespelare
  - Chrissy Teigen, amerikansk modell
- 1987 – Dougie Poynter, brittisk musiker, medlem i McFly
- 1989 – Daisy Evans, brittisk musiker, medlem i S Club 8
- 1990 – Hannah Richings, brittisk musiker, medlem i S Club 8
- 1990 – Magnus Carlsen, norsk schackspelare

## Avlidna
- 1016 – Edmund Järnsida, kung av England
- 1647 – Giovanni Lanfranco, italiensk målare under barocken
- 1678 – Andries de Graeff, nederländsk statsman
- 1705 – Katarina av Bragança, drottning av England, Skottland och Irland
- 1718 – Karl XII, kung av Sverige
- 1750 – Moritz, greve av Sachsen, marskalk av Frankrike
- 1830 – Pius VIII, påve
- 1846 – Friedrich List, 57, tysk nationalekonom och handelspolitiker
- 1868 – August Blanche, 57, svensk författare
- 1876 – Christian Winther, 80, dansk poet
- 1879 – August Bournonville, 74, dansk balettdansör och koreograf
- 1886 – Acton Smee Ayrton, 70, brittisk jurist och politiker
- 1894 – Joseph E. Brown, 73, amerikansk jurist och politiker, guvernör i Georgia, senator
- 1900 – Oscar Wilde, 46, irländsk-brittisk författare, dramatiker och samhällssatiriker
- 1901 – Albrecht Weber, 76, tysk orientalist
- 1911 – Johannes Vahlen, 81, tysk filolog
- 1913 – Johan August Ekman, 68, svensk biskop i Västerås stift och ärkebiskop
- 1921 – Hermann Schwarz, 78, tysk matematiker
- 1936 – Fred Green, 65, amerikansk republikansk politiker, guvernör i Michigan
- 1938 – Corneliu Codreanu, 39, kapten över den rumänska fascistorganisationen Järngardet
- 1940 – George B. McClellan Jr., 75, amerikansk historiker och demokratisk politiker
- 1945 – Erik Johansson i Öckerö, 54, svensk fiskare och riksdagspolitiker
- 1946 – Gustav Noske, 78, tysk politiker
- 1949 – Julius P. Heil, 73, tysk-amerikansk politiker och affärsman, guvernör i Wisconsin
- 1953 – Kim Sigler, 59, amerikansk politiker, guvernör i Michigan
- 1954 – Wilhelm Furtwängler, 68, tysk dirigent och kompositör
- 1957 – Beniamino Gigli, 67, italiensk operasångare
- 1959 – Einar Böckertz, 59, svensk skådespelare, inspicient och sångtextförfattare
- 1966 – Hildur Lithman, 86, svensk skådespelare
- 1968 – Birger Ekeberg, jurist, riksmarskalk, ledamot av Svenska Akademien
- 1970 – Nina Ricci, fransk modedesigner av italiensk härkomst
- 1972 – Neil H. McElroy, amerikansk affärsman och politiker, USA:s försvarsminister
- 1989 – Norma Balean, brittisk-norsk skådespelare
- 1994 – Guy Debord, fransk författare
- 1996 – Tiny Tim, amerikansk sångare
- 1997 – Kathy Acker, amerikansk författare
- 1999 – Charlie Byrd, amerikansk jazzgitarrist och kompositör
- 2003 – Verner Edberg, svensk skådespelare
- 2005 – Mikael Dubois, ”Svullo”, svensk skådespelare och artist
- 2007 – Evel Knievel, 69, amerikansk stuntman
- 2008 – Béatrix Beck, 94, belgisk-fransk författare
- 2009 – Milorad Pavić, 80, serbisk författare och litteraturhistoriker
- 2011
  - Gerd Hagman, 92, svensk skådespelare
  - Zdeněk Miler, 90, tjeckisk animatör och illustratör
  - Bill Waller, 85, amerikansk demokratisk politiker, Mississippis guvernör
  - Leka Zogu, 72, albansk tronpretendent
- 2012
  - Lars-Gunnar Björklund, 75, svensk sportjournalist
  - Inder Kumar Gujral, 92, indisk politiker, premiärminister
- 2013 – Paul Walker, 40, amerikansk skådespelare
- 2014
  - Liane Linden, 94, svensk skådespelare
  - Radwa Ashour, 68, egyptisk författare
- 2017 – Jim Nabors, 87, amerikansk skådespelare
- 2018 – George H.W. Bush, 94, USA:s vicepresident, president
- 2022
  - Meinhard von Gerkan, 87, tysk arkitekt
  - Christine McVie, 79, brittisk sångerska, låtskrivare och keyboardist i Fleetwood Mac[4]
  - Davide Rebellin, 51, italiensk tävlingscyklist
- 2023
  - Shane MacGowan, 65, irländsk sångare och låtskrivare i The Pogues[5]
  - Alistair Darling, 70, brittisk parlamentsledamot för Labour